# Segorogunung
Segorogunung is een bestuurslaag in het regentschap Karanganyar van de provincie Midden-Java, Indonesië. Segorogunung telt 1615 inwoners (volkstelling 2010).